# Teramulus waterloti
Teramulus waterloti là một loài cá thuộc họ Atherinidae. Nó là loài đặc hữu của Madagascar. Môi trường sống tự nhiên của nó là các con sông. Nó bị đe dọa do mất môi trường sống.